# Billetes de Adópengő
El adópengő sirvió como dinero en los últimos días antes de la introducción del forinto húngaro.

## Características
El Adópengő se introdujo el 1 de enero de 1946. El objetivo era crear una base numérica para los cálculos presupuestarios, que fuera independiente de los cambios diarios. El índice fue creado diariamente por el Instituto de Investigaciones Económicas (entonces: Magyar Gazdaságkutató Intézet, ahora: GKI Gazdaságkutató Zrt.) Basado en precios minoristas (pesos: alimentos y otros productos agrícolas: 50%, productos industriales (precio de mercado): 30% , y productos industriales (precio fijo): 20%). El llamado adójegy (factura de impuestos - un bono para adópengő con vencimiento de dos meses) se introdujo en mayo de 1946, aunque sólo fue emitido un billete de 10,000 adópengős. Primero, se utilizó para pagar impuestos y registrar depósitos y créditos bancarios. A partir del 23 de junio también se utilizó para pagar las tarifas de servicios públicos y a partir del 8 de julio se convirtió en moneda de curso legal, reemplazando al pengő, que para entonces perdió casi totalmente su valor. Cuando el adópengő se convirtió en la moneda de curso legal, la inflación del adópengő, aún más grave, reemplazó a la inflación del pengő.
| Billetes del adópengő | Billetes del adópengő | Billetes del adópengő | Billetes del adópengő | Billetes del adópengő | Billetes del adópengő | Billetes del adópengő | Billetes del adópengő | Billetes del adópengő    | Billetes del adópengő    |
| Imagen                | Imagen                | Valor                 | Dimensiones           | Descripción           | Descripción           | Día de emisión        | Día de emisión        | Día de emisión           | Día de emisión           |
| Anverso               | Reverso               | Valor                 | Dimensiones           | Anverso               | Reverso               | Impresión             | Asunto                | Retiro                   | Lapso                    |
| --------------------- | --------------------- | --------------------- | --------------------- | --------------------- | --------------------- | --------------------- | --------------------- | ------------------------ | ------------------------ |
|                       |                       | 10000 adópengő        | 136 × 83 mm           | Valor                 | Cláusulas del Billete | 28 de mayo de 1946    | 13 de junio de 1946   | 31 de julio de 1946      | 30 de septiembre de 1946 |
|                       |                       | 50000 adópengő        | 136 × 83 mm           | Valor                 | Cláusulas del Billete | 25 de mayo de 1946    | 30 de mayo de 1946    | 31 de julio de 1946      | 30 de septiembre de 1946 |
|                       |                       | 100000 adópengő       | 136 × 83 mm           | Valor                 | Cláusulas del Billete | 28 de mayo de 1946    | 13 de junio de 1946   | 31 de julio de 1946      | 30 de septiembre de 1946 |
|                       |                       | 500000 adópengő       | 136 × 83 mm           | Valor                 | Cláusulas del Billete | 25 de mayo de 1946    | 30 de mayo de 1946    | 31 de julio de 1946      | 30 de septiembre de 1946 |
|                       |                       | 1000 adópengő         | 136 × 83 mm           | Valor                 | Cláusulas del Billete | 25 de mayo de 1946    | 30 de mayo de 1946    | 31 de julio de 1946      | 30 de septiembre de 1946 |
|                       |                       | 10000 adópengő        | 136 × 83 mm           | Valor                 | Cláusulas del Billete | 25 de mayo de 1946    | 18 de julio de 1946   | 30 de septiembre de 1946 | 30 de septiembre de 1946 |
|                       |                       | 100000 adópengő       | 136 × 83 mm           | Valor                 | Cláusulas del Billete | 25 de mayo de 1946    | 25 de julio de 1946   | 30 de septiembre de 1946 | 30 de septiembre de 1946 |
|                       |                       | 1000 adópengő         | 136 × 83 mm           | Valor                 | Cláusulas del Billete | 25 de mayo de 1946    | Ninguno               | -                        | -                        |

## Certificados de ahorro
La Caja de Ahorros Postal de Hungría emitió certificados de ahorro adópengő sin intereses ( nem kamatozó pénztárjegy ) en junio de 1946, que también sirvieron como moneda de curso legal. Fue el llamado adójegy, que tuvo valor en 1946.
|  |  | 10000 adópengő |